# Cervezas San Miguel
Cervezas San Miguel S.L. (anterior San Miguel, Fábricas de Cerveza, S.L.U.) este o companie spaniolă producătoare de bere cu sediul în Málaga (Andaluzia, Spania), fondată în anul 1946 sub numele de La Segarra S.A.. Compania, care avea inițial sediul la Barcelona și o unitate de producție la Cervera, a semnat în 1953 un acord cu compania filipineză San Miguel Brewery pentru a produce în Spania marca de bere San Miguel și, în urma încheierii acestui acord, și-a schimbat numele în 1957 în San Miguel Fábricas de Cerveza y Malta, S.A..
Compania San Miguel Brewery a fost înființată în 1890 în orașul Manila (capitala la acea vreme a Căpităniei Generale a Filipinelor, teritoriu administrativ al Imperiului Spaniol), sub numele de Fábrica de Cerveza San Miguel. Berea produsă de companie, denumită San Miguel, a devenit o marcă renumită în Asia de Sud-Est și, deși fusese produsă inițial de spanioli, a început să fie comercializată în Filipine și în alte țări ca o marcă filipineză și nu spaniolă. Cu toate că au aceeași origine, berea filipinează San Miguel și berea spaniolă San Miguel sunt diferite și urmează trasee independente.
Compania spaniolă Cervezas San Miguel deține fabrici în orașele spaniole Lérida, Burgos și Málaga și, după ce a fost achiziționată de compania rivală Mahou (care fusese înființată în 1890 la Madrid), a ajuns să facă parte din grupul de afaceri Mahou-San Miguel.

## Istorie

### Începuturi
Primele încercări de fabricare a berii pe teritoriul Filipinelor au avut loc în anul 1885 și au fost realizate prin metode tradiționale de o comunitate de călugări augustinieni reculeși spanioli. Cinci ani mai târziu, un grup de oameni de afaceri de origine spaniolă, condus de Enrique María Barretto de Ycaza, a obținut o cartă regală pe 20 de ani și a înființat oficial la 29 septembrie 1890 (ziua sărbătoririi Sfântului Arhanghel Mihail de către Biserica Romano-Catolică) o fabrică de bere în cartierul San Miguel al orașului Manila, care era la acea vreme capitala Căpităniei Generale a Filipinelor, teritoriu administrativ al Imperiului Spaniol. Fábrica de Cerveza San Miguel era la acea vreme prima fabrică de bere din Asia de Sud-Est, unde această băutură alcoolică era încă practic necunoscută. În următorii ani San Miguel a început să distribuie berea în alte provincii ale Filipinelor și a devenit lider pe piața locală a berii. Filipinele au devenit o colonie americană în urma Războiului Hispano-American din 1898, fiind cedate de Spania către Statele Unite ale Americii, așa că, la începutul secolului al XX-lea, Fábrica de Cerveza San Miguel a început să se extindă în alte regiuni din Asia de Sud-Est ca porturile comerciale Hong Kong și Shanghai sau insulele americane Guam și Hawaii, unde a început să fie distribuită începând din iunie 1913.
Cu puțin timp înainte de cedarea Filipinelor, Enrique María Barretto și-a vândut acțiunile către Pedro Pablo Róxas y Castro, unul dintre fondatori, iar compania filipineză a intrat treptat în proprietatea familiilor Roxás, Zóbel și Ayala, care au ajuns să creeze puternicul clan „Zóbel de Ayala”. Berea San Miguel deținea în anul 1913 o cotă de 88% pe piața berii din Filipine, iar în același an a fost restructurată ca o companie publică și redenumită San Miguel Brewery, Inc. O perioadă de prosperitate a început în anul 1918, odată cu preluarea conducerii companiei de către Andrés Soriano, nepotul lui Pedro Róxas, care a reorganizat și profesionalizat compania și a lansat o strategie de internaționalizare. San Miguel Brewery s-a extins în perioada conducerii lui Soriano (1918–1964), modernizându-și unitățile de producție, lansând sortimente noi de bere și de băuturi răcoritoare, achiziționând participații în capitalul mai multor fabrici de bere din Statele Unite ale Americii și dobândind drepturi exclusive de îmbuteliare a Coca-Cola în Filipine. În acest timp, berea San Miguel a continuat să fie comercializată în Filipine și în alte țări ca o marcă filipineză și nu spaniolă și a ajuns în anii 1930 și 1940 cea mai vândută marcă de bere din Asia.

### Extinderea companiei San Miguel
În februarie 1946 un grup de acționari (Enrique Suárez Rezola, Ramón Vidal, Jaime Muñiz și alții) au înființat societatea La Segarra S.A. pentru a fabrica extract de malț pentru industria farmaceutică și industria alimentară. Fondatorul principal, inginerul basc Enrique Suárez Rezola, era căsătorit cu fiica pictorului Ignacio Zuloaga și avea relații cu autoritățile economice ale regimului franchist. Sediul companiei era situat în cartierul Sant Martí de Provençals al Barcelonei, dar unitatea de producție se afla în zona agricolă Els Comdals (Comtals) din apropierea orașului Cervera (provincia Lleida, Catalonia).
Conducătorii companiei au intenționat să se extindă și să înființeze o fabrică de bere, au obținut în 1952 o autorizație administrativă pentru fabricarea berii, iar în 1953 au încheiat un acord (cunoscut ulterior ca Acordul de la Manila) cu Andrés Soriano, președintele companiei filipineze San Miguel Brewery (redenumită San Miguel Corporation în 1963), fondatorul companiei Philippine Airlines și un asociat al conducătorului spaniol Francisco Franco, obținând dreptul de exploatare a mărcii de bere San Miguel pentru Europa și Africa. În urma încheierii acestui acord, a fost construită în 1956, cu ajutorul lui Soriano, o fabrică de bere în orașul Lleida, iar în decembrie 1957 compania La Segarra și-a schimbat numele în San Miguel, Fábricas de Cerveza y Malta, S.A., fiind, în ciuda numelui asemănător, independentă de compania-mamă filipineză. Cu toate acestea, San Miguel Brewery, Inc. a deținut inițial 20% din acțiuni prin intermediul subsidiarei sale din Hong Kong, iar participația a crescut până la 31,2% în 1983.
Primul sortiment de bere, denumit „San Miguel Especial”, a fost produs de fabrica din Lleida și lansat pe piață în mai 1957, în timpul unui festival local. Designul grafic al berii spaniole „San Miguel” nu diferă prea mult de cel al berii filipineze, urmărind să evidențieze probabil legătura lor istorică. Produsul filipinez are numele de marcă scris orizontal sau oblic cu litere gotice (literele S și M sunt scrise cu roșu, iar celelalte cu negru), cu fonturi Serif fine, și conține logo-ul cu stema orașului Manila, în timp ce produsul spaniol are numele de marcă scris oblic (literele S și M sunt scrise cu roșu, iar celelalte cu verde închis). Activitatea de export a berii spaniole San Miguel a început în anul 1962.
În anul 1966 Cervezas San Miguel a deschis cea de-a doua sa fabrică de bere în orașul Málaga. Lucrările de construcție ale fabricii au început în 1964, iar noua fabrică a obținut autorizația de deschidere (licencia de apertura) la 29 martie 1966. Deschiderea celei de-a doua fabrici a avut ca efect o creștere semnificativă a producției. Activitatea companiei San Miguel s-a extins după achiziționarea în octombrie 1969 a Companiei Hispano-Olandeze de Bere „Gulder” și a fabricii sale din Burgos de la grupul neerlandez Heineken. Cele trei fabrici aveau o capacitate de 1.600.000 hl, acoperind o cotă de 7% din piața spaniolă, ceea ce a făcut ca San Miguel să devină a treia companie spaniolă producătoare de bere la sfârșitul anilor 1970 și să-și menționă această poziție până la sfârșitul anilor 1980.
Datorită deschiderii progresive a Spaniei și muncii Departamentului de Export al companiei, anii 1970 s-au caracterizat printr-o creștere a exporturilor atât în Europa de Vest, cât și în Europa de Est și Africa de Nord, ajungând în jurul cifrei anuale de 125.000 hl. Principalele destinații de export ale berii San Miguel erau Franța, Maroc, Elveția, Regatul Unit, Germania și Puerto Rico. În anul 1975 a fost lansat pe piață sortimentul San Miguel Selecta, iar în 1980 a fost introdusă pe piață berea la doză. Cervezas San Miguel a sponsorizat mai multe evenimente precum Târgul din Málaga din 1976, Turneul Internațional de Fotbal de pe Costa del Sol din 1971 (la care au participat echipele C. D. Málaga, FC Valencia, Panathinaikos Atena și Steaua Roșie Belgrad), Marele Premiu de Cățărare al Turului Ciclist al Andaluziei etc. Numeroase vedete autohtone și internaționale precum Claudia Cardinale, Salvador Dalí, prințul Rainier de Monaco, prințesa Grace Kelly, Raphael, Lorne Greene și Nadiuska au fost imortalizate în fotografii consumând bere San Miguel în anii de aur ai turismului pe Costa del Sol.
San Miguel Corporation și-a vândut întreg pachetul de acțiuni pe care-l mai deținea în cadrul companiei Cervezas San Miguel în anul 1983, iar cele două companii au încheiat un acord privind împărțirea teritoriilor în 1985, prin care producătorul spaniol de bere a dobândit drepturi asupra mărcii în Europa și în anumite țări mediteraneene, în timp ce producătorul filipinez a rămas proprietarul și utilizatorul autorizat al mărcii San Miguel pentru restul lumii: Asia, America de Nord și de Sud, Africa și Australia.
În anul 1992 multinaționala franceză Boussois-Souchon-Neuvesel (devenită ulterior grupul Danone) a început să achiziționeze acțiuni în cadrul societății Cervezas San Miguel: a achiziționat în acel an pachetul de 22% deținut de compania de investiții Corporación Financiera Alba (parte componentă a Grupo March), iar mai apoi în 1994 un pachet de acțiuni de 18% și și-a majorat participația în 1997 la 82%. Implicarea grupului francez pe piața berii din Spania data din anul 1979 când achiziționase, prin intermediul subsidiarei Kronenbourg SAS, o participație de 33,3% din acțiunile companiei producătoare de bere Mahou, fondată în 1890, cu sediul la Madrid; Danone a devenit astfel principalul acționar al companiei Mahou, în timp ce familia Gervás deținea 33,24% și familia Mahou 27,16%. Grupul francez a cedat ulterior companiei Mahou un pachet de acțiuni de 30% în cadrul societății Cervezas San Miguel, rămânând proprietarul a 70% din acțiuni. În același timp, Cervezas San Miguel a achiziționat un pachet de 5,35% în cadrul companiei Damm, un producător de bere rival, cu capital majoritar spaniol.

### Formarea grupului Mahou-San Miguel
În anul 2000 grupul Danone a început să-și vândă toate participațiile deținute în industria berii din Spania, iar compania Mahou a achiziționat restul de 70% din acțiunile Cervezas San Miguel în schimbul sumei de 55 de miliarde de pesete. Mahou, care avea resurse proprii de 70 de miliarde de pesete și nu avea datorii la acea vreme, a obținut această sumă printr-un împrumut sindicalizat cu un termen de rambursare de aproximativ cinci ani. Noul grup format în urma acestei achiziții a devenit al doilea producător spaniol de bere, cu o cifră de afaceri de 100 de miliarde de pesete, o cotă de producție de peste 33% și o cotă de piață în Spania de 28,6%, după grupul Cruzcampo, achiziționat în cursul aceluiași an de grupul multinațional Heineken, care avea o cotă de producție de 40% și, respectiv, o cotă de piață de 32%. În plus, cele două companii (Mahou și San Miguel) erau complementare geografic: primul avea unități de producție în centrul Spaniei, în timp ce al doilea deținea unități în Catalonia, nordul Spaniei și pe coasta Mării Mediterane. În același timp, Danone își anunța intenția de a renunța la participația de 33,3% din acțiunile companiei Mahou până la sfârșitul anului 2003, dar această tranzacție a fost amânată până în 2005, când a vândut în cele din urmă pachetul său de acțiuni familiilor Gervás și Herraiz. În această perioadă Cervezas San Miguel a lansat trei sortimente noi de bere: berea fără alcool San Miguel 0,0% (2001), berea ecologică San Miguel Eco (2003) și berea fără alcool cu aromă de mere San Miguel 0,0% Manzana (2005).
Procesul de unire a companiilor Mahou și Cervezas San Miguel s-a încheiat în anul 2005, ducând la constituirea oficială a grupului Mahou-San Miguel, primul grup spaniol de bere cu capital 100% național, deținut de familiile Herraiz Mahou și Gervás Sanz. Grupul a lansat o strategie de extindere și diversificare în perioada următoare, absorbind companiile producătoare de bere Cervezas Anaga din Tenerife în 2004 și Cervezas Alhambra din Granada în 2007 și compania producătoare de apă minerală Solán de Cabras în 2011. Această strategie a presupus și o internaționalizare, care a început în 2012 odată cu achiziționarea a 50% din compania indiană Arian Breweries & Distillers, care avea o fabrică de bere în Bhiwadi (statul Rajasthan, India), deținută de un grup familial local, urmată de preluarea restului companiei în 2014; prin această operațiune, a fost creată prima sucursală a grupului din afara Spaniei. Strategia de consolidare a grupului a dat roade, iar în anul 2011 cota de pe piața spaniolă a grupului Mahou-San Miguel era de 37,5%; ceilalți cinci concurenți ai săi erau Heineken España (29,9%), Damm (24,9%), Hijos de Rivera (3,4%), Compañía Cervecera de Canarias (2,5%) și La Zaragozana (1,7%). Concentrarea producției în rândul a doar șase grupuri industriale făcea ca piața berii din Spania să se caracterizeze printr-o situație de oligopol.
Compania Mahou, acționarul unic al San Miguel Fábricas de Cerveza y Malta, S.A.U., a aprobat la 23 iulie 2014 transferarea activelor prin segregare patrimonială către compania nou-înființată San Miguel Fábricas de Cervezas, S.L.U. Grupul Mahou San Miguel a investit în 2016 suma de 3,7 milioane de euro pentru modernizarea și creșterea eficienței fabricii Cervezas San Miguel din Málaga: modernizarea unei instalații de spălare a sticlelor, punerea în funcțiune a unui nou laborator de control al calității și a două pasteurizatoare de navete, îmbunătățirea rețelelor de comunicații interne etc. În urma acestor investiții, producția fabricii din Málaga a crescut de la 2,2 milioane de hectolitri de bere (2015) la 2,5 milioane de hectolitri de bere (2017). Fabrica din Málaga făcea achiziții de la furnizori locali în valoare de 14 milioane de euro, producea peste 150 de sortimente diferite ale mărcilor San Miguel, Alhambra și Mahou și avea în 2017 un număr mediu de 125 de angajați direcți. Producția totală a grupului Mahou-San Miguel era în anul 2019 de 12,73 milioane de hectolitri de bere, făcând ca grupul Mahou-San Miguel să fie cel mai mare producător de bere din Spania, potrivit unui raport al Ministerului Agriculturii, Pescuitului și Alimentației.
Pe 9 octombrie 2017, Cervezas San Miguel a anunțat schimbarea sediului social de la Barcelona la Málaga, unde compania are o fabrică începând din 1966. Compania avea în acea vreme puncte de lucru în 11 comunități autonome (Andaluzia, Asturia, Insulele Baleare, Insulele Canare, Castilia-La Mancha, Castilia și León, Catalonia, Galicia, Madrid, Țara Bascilor și Comunitatea Valenciană), care au rămas operaționale la sediile lor actuale. Cele mai cunoscute sortimente de bere produse de Cervezas San Miguel sunt berile lager San Miguel Especial (4,2–4,4%, produsă atât de fabricile San Miguel, cât și de fabricile Mahou), San Miguel Selecta (6,2%) și San Miguel Fresca (4,4%). Berea San Miguel era exportată în anii 2010 în peste 35 de țări din întreaga lume, fiind cea mai exportată marcă spaniolă de bere.
Mărcile de bere Estrella Damm, Mahou și San Miguel erau cele mai valoroase mărci de bere spaniolă din lume în anul 2021, fiind incluse în clasamentul mondial al celor mai valoroase 50 de mărci de bere din lume, potrivit datelor publicate în raportul Beers 50 2021, realizat de firma de consultanță Brand Finance. Cele trei mărci spaniole au reușit să-și crească valoarea brandului în timpul pandemiei de COVID-19, în ciuda restricțiilor puternice cauzate de închiderea temporară a unităților HoReCa. Astfel, Estrella Damm era berea spaniolă cu cea mai mare valoare a mărcii, crescând cu 23,4% și urcând 11 poziții în clasamentul mondial până pe locul 24, Mahou a crescut valoarea mărcii cu 3,8% și a urcat 7 poziții în clasamentul mondial, în timp ce San Miguel a crescut valoarea mărcii cu 14,9% și a câștigat 9 locuri până pe locul 44.

## Sortimente de bere
- San Miguel Especial [bere lager pilsner, 4,2–5,4%][7][15][19]
- San Miguel Nostrum [bere lager extra strong, 6,2%, înlocuită ulterior de Selecta][15][19]
- San Miguel Ice Beer [nu se mai fabrică]
- San Miguel 1516 [fabricată conform legii germane a purității berii din 1516, 4,2%][15][19]
- San Miguel 0,0% [bere fără alcool, lansată în 2001][15][19]
- San Miguel 0,0% Manzana [fără alcool, cu suc de mere, lansat în 2005][19]
- San Miguel 0,0% Limón [fără alcool, cu suc de lămâie][19]
- San Miguel Eco [realizată cu ingrediente ecologice, lansată în 2003, 4,2%][15][19]
- San Miguel Invierno [fabricată doar câțiva ani și distribuită de Crăciun]
- San Miguel Selecta [bere extra maturată, lansată în 1975, 6,2%][7][15]
- San Miguel Fresca [comercializat în Marea Britanie până în 2013 și în Spania începând din același an, 4,4%][7]
- San Miguel 0,0% Naramango [fără alcool, cu suc de portocale și mango]
- San Miguel 0,0% Melocotuva [fără alcool, cu suc de piersici și struguri]
- San Miguel Gluten Free [fără gluten]
- San Miguel Blu [cu aromă de vodcă și un pic de lămâie]
- San Miguel Manila
- San Miguel Radler [shandy, cu suc natural de lămâie]
- San Miguel Magna [bere lager]